# Geneeskundige Kring
Opgericht in 1961 is de Geneeskundige Kring, of kortweg GK geheten, een van de oudste studentenkringen van de Vrije Universiteit Brussel. Deze vereniging zonder winstoogmerk groepeert de studenten geneeskunde en biomedische wetenschappen en (sinds het ter ziele gaan van de Tandheelkundige Kring in 2002) ook de laatste tandheelkundigen van de VUB-campus te Jette. De vereniging werd opgericht toen de tweede lichting Nederlandstalige geneeskundestudenten aan de ULB toekwam na de splitsing van de faculteit Geneeskunde in 1960. Op 4 oktober 1982 werd een vzw structuur aangenomen.

## Kleur en clublied
De kleur van de Geneeskundige Kring is rood. Dit is merkbaar aan de rode rand van de Studentenklak (die gedragen wordt door (gedoopte) leden van GK), aan de kleur van de toga's van praeses, vice-praeses en doopmeester, en aan de kleur van de linten van praeses en vice-praeses. Het clublied van GK, overigens hetzelfde als dat van CM (Cercle de Medicine, ULB) en de VGK (Vlaamse Geneeskundige Kring, UGent), is het 'Chant de Medecine' of 'Chanson de Lourcine', ook wel 'De L'Hôpital' genoemd, naar het begin van de eerste strofe.